# Patti LuPone
Patti Ann LuPone (nascuda el 21 d'abril de 1949) és una actriu i cantant nord-americana, més coneguda per la seva feina en el teatre musical. Ha guanyat dos Premis Grammy, dos Premi Tony i dos Premi Olivier. També figura al American Theater Hall of Fame del 2006.
LuPone va començar la seva carrera professional amb The Acting Company el 1972 i va debutar a Broadway amb Les tres germanes el 1973. Va rebre la primera de set (a partir del 2017) nominacions al Premi Tony per al musical The Robber Bridegroom el 1975. Va guanyar el Premi Tony a la millor actriu protagonista de musical pel seu paper com a "Eva Perón" en la producció original de 1979 d'Evita a Broadway. Va interpretar "Fantine" en el repartiment original de Londres de Les Misérables i "Moll" a The Cradle Will Rock, guanyant el premi Olivier de 1985 a la millor actriu en un musical per la seva feina en ambdós papers. Va guanyar un segon premi Tony pel seu paper de Rose en la reestrena de Gypsy a Broadway de 2008 i un segon premi Olivier el 2019, en la categoria de millor actriu en un paper de suport en un musical pel seu paper de "Joanne" en la nova producció de Company al West End.
Altres actuacions musicals de l'escenari inclouen el seu paper de "Reno Sweeney", en la reestrena de Broadway de Anything Goes de 1987, el seu paper nomenat Norma Desmond en la producció original de 1993 de Sunset Boulevard a Londres, "Mrs. Lovett" en la nova producció de Broadway de Sweeney Todd: The Demon Barber of Fleet Street, com "Lucía" en la producció original de Broadway de Women on the Verge of a Nervous Breakdown, i el seu paper de "Helena Rubenstein en la producció original de Broadway de War Paint de 2017. També va guanyar dos premis Grammy per a l'enregistrament de la producció de Los Angeles Opera de 2007 de Rise and Fall of the City of Mahagonny en categories de Millor àlbum clàssic i Millor enregistrament d'òpera .
A la televisió, va protagonitzar la sèrie dramàtica Life Goes On (1989-1993) i va rebre nominacions als Premis Emmy per a la pel·lícula de televisió The Song Spinner (1995) i el seu paper convidat a la sitcom Frasier (1998). També va tenir un paper en la tercera temporada de la sèrie de thriller de la FX, American Horror Story: Coven (2013-2014) i protagonitzada per Penny Dreadful (2014–2016) abans de tornar en un paper principal. Donà veu al personatge Yellow Diamond a la sèrie animada Steven Universe (2013 – present). També va aparèixer en la comèdia Crazy Ex-Girlfriend com Rabbi Shari (2017). Les seves aparicions cinematogràfiques inclouen: Witness (1985), Driving Miss Daisy (1989), State and Main (2000), Parker (2013) i The Comedian (2016). LuPone té una gamma vocal de mezzo-soprano.

## Inicis i formació
LuPone va néixer el 21 d'abril de 1949 a Northport, New York, a Long Island, filla d'Angela Louise (nascuda Patti), administradora de biblioteques al C.W. Post Campus de la Long Island University i Orlando Joseph LuPone, administrador de l'escola i professor d'anglès a l'escola secundària Walt Whitman situada a Huntington, Long Island. La seva gran tia era la cantant d'òpera del segle xix Adelina Patti. El seu germà major, Robert LuPone, és un actor, ballarí i director que va originar el paper de Zach, el director de A Chorus Line. LuPone és d'origen italià i de família catòlica.
LuPone va formar part de la primera classe de graduació de la Divisió Dramàtica de Juilliard (1968-1972: Grup 1), que també incloïa els actors Kevin Kline i David Ogden Stiers. Es va graduar de Juilliard el 1972 amb un títol de llicenciada en Belles Arts.

## Teatre
En 1972, LuPone es va convertir en un dels membres originals de The Acting Company, format per John Houseman. The Acting Company és una companyia de teatre de repertori nacional. El període de LuPone amb la companyia va durar entre 1972 i 1976 i va aparèixer en moltes de les seves produccions, com The Cradle Will Rock, The School for Scandal, Women Beware Women, The Beggar's Opera, The Time of Your Life, The Lower Depths, The Hostage, Next Time I’ll Sing to You, Mesura per mesura, Scapin, Edward II, The Orchestra, Treballs d'amor perduts, Arms and the Man i The Way of the World. Va debutar a Broadway en l'obra Les tres germanes com "Irina" el 1973. Va treballar a The Robber Bridegroom (1975) i va rebre la seva primera nominació al Premi Tony a la millor actriu en un musical. The Acting Company va honrar a LuPone el 12 de març de 2012 en un esdeveniment anomenat "Patti's Turn" al Kaye Playhouse.
El 1976, el productor David Merrick va contractar a LuPone com a substituta per interpretar a "Genevieve", el paper principal de la problemàtica producció pre-Broadway de The Baker's Wife. La producció va fer un recorregut perllongat, però Merrick la va considerar indigne de Broadway i es va tancar fora de la ciutat.
Des de 1977, LuPone ha col·laborat freqüentment amb David Mamet, apareixent en les seves obres de teatre The Woods, All Men are Whores, The Blue Hour, The Water Engine (1978), Edmond i The Old Neighborhood (1997). El crític del New York Times va escriure sobre LuPone a The Old Neighborhood «'Els que coneixen a la Sra. LuPone només com a estrella de comèdia musical quedaran sorpresos pel foc naturalista que ofereix aquí. Com Jolly, una part inspirada en la germana real del senyor Mamet i el seu personatge femení realitzat, la Sra. LuPone troba capes en conflicte del passat i del present en pràcticament totes les línies. Emergeix com a matriarca amorosa i adolescent ferida, sentimental i devastadora.» El 1978, va aparèixer en l'adaptació musical de Broadway de Studs Terkel Working, que només va fer 24 representacions.
El 1979 LuPone va protagonitzar la producció original de Broadway de Evita, el musical basat en la vida d'Eva Perón, composta per Andrew Lloyd Webber i Tim Rice, i dirigida per Harold Prince. Encara que LuPone va ser aclamada per la crítica, des de llavors va dir que el seu temps a Evita no era agradable. En una entrevista del 2007, va afirmar que «Evita és la pitjor experiència de la meva vida», va dir. «Estava cridant tota l'estona sobre un guió que només podia haver estat escrit per un home que odia a les dones. I no tenia suport dels productors, que volien una actuació estel·lar a l'escenari, però em van considerar com un escenari desconegut. Va ser com Beirut, i he lluitat com un banshee». Malgrat els problemes, LuPone va guanyar el seu primer Premi Tony a la millor actriu protagonista de musical. LuPone i el seu company de repartiment, Mandy Patinkin, van romandre amics propers tant dins com fora de l'escenari.
Al maig de 1983, els antics alumnes fundadors de The Acting Company es van reunir per a la recuperació off-Broadway del musical de Marc Blitzstein, The Cradle Will Rock, al American Place Theatre. Va ser narrat per John Houseman amb LuPone en els papers de "Moll" i "Sister Mister". La producció es va estrenar a la residència d'estiu de The Acting Company a Chautauqua Institution, va recórrer els Estats Units, incloent un compromís en el Highland Park, Illinois, en el Festival Ravinia el 1984 i al West End de Londres.
Quan va acabar la producció, LuPone va romandre a Londres per crear el paper de Fantine a la producció londinenca original de Cameron Mackintosh de Les Misérables, que es va estrenar al Barbican Theatre, en aquella època, la seu a Londres de la Royal Shakespeare Company. LuPone havia treballat anteriorment per a Mackintosh en revival de poc temps a Broadway d'Oliver! el 1984, fent de "Nancy" al costat de Ron Moody com a "Fagin". Per la seva feinaa tant a The Cradle Will Rock com a Les Misérables, LuPone va rebre el premi Olivier de 1985 a la millor actriu en un musical.
Va tornar a Broadway el 1987 per protagonitzar el revival del Lincoln Center Theatre del musical de Cole Porter’s Anything Goes, com la cantant de night-club Reno Sweeney. Va actuar al costat de Howard McGillin, i tots dos van rebre nominacions de Tony per a les seves actuacions. El repartiment del Lincoln Center es va tornar a muntar per a un concert de Només una nit de Anything Goes a Nova York el 2002.
El 1993, LuPone va tornar a Londres per crear el paper de Norma Desmond a la producció original de Sunset Boulevard, d'Andrew Lloyd Webber, al Adelphi Theater. Hi havia molta esperança que LuPone tornava a aparèixer en un altre musical de Lloyd Webber, el primer des de la seva actuació a Evita. El seu temps a l'espectacle va ser difícil, i va ser acomiadada bruscament per Lloyd Webber i substituïda per Glenn Close que va obrir el xou a Los Angeles i, finalment, a Broadway.
El novembre de 1995, LuPone va protagonitzar el seu one-woman show, Patti LuPone on Broadway, al Walter Kerr Theatre. Per la seva feina, va rebre el premi Outer Critics Circle. A l'any següent, va ser seleccionada pel productor Robert Whitehead per succeir la seva dona, Zoe Caldwell en la producció de Broadway de l'obra de Terrence McNally Master Class, basada en les classes magistrals de la diva de l'òpera Maria Callas a Juilliard. LuPone va rebre comentaris positius, amb Vincent Canby escrivint «La Sra. LuPone és realment vulnerable d'aquesta manera que no es preveia: està creant un paper pel qual no s'adapta idealment, però està treballant com un trampista per fer-ho bé». Va aparèixer en l'obra al West End. Al novembre de 2001, va protagonitzar una reestrena a Broadway de Noises Off, amb Peter Gallagher i Faith Prince.

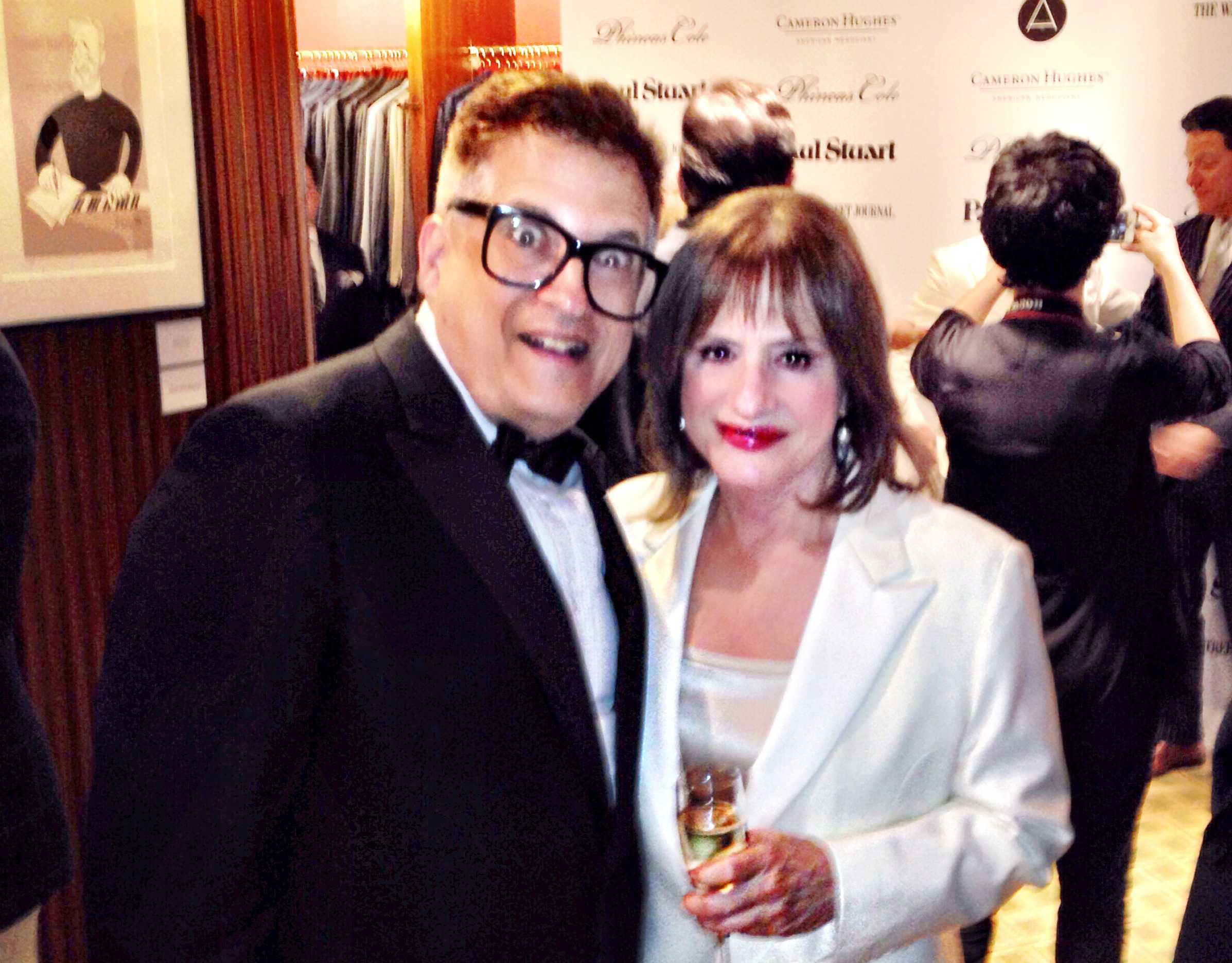
LuPone amb l'artista Ken Fallin a la festa del Wall Street Journal dels premis Tony, presentada per LuPone i en què l'obra de Fallin, va ser subhastada amb fins caritatius

LuPone ha actuat en nombroses produccions de concerts de musicals a Nova York, incloent Pal Joey amb Peter Gallagher i Bebe Neuwirth, Annie Get Your Gun ambh Peter Gallagher, Sweeney Todd amb George Hearn tant a Nova York com a San Francisco, Anything Goes amb Howard McGillin, Can-Can amb Michael Nouri for City Center Encores!, Candide amb Kristin Chenoweth, Passion amb Michael Cerveris i Audra McDonald i Gypsy amb Boyd Gaines i Laura Benanti pel City Center Encores!. Les seves interpretacions a Sweeney Todd, i Candide van ser gravades i emeses per PBSs Great Performances i van ser llançades en DVD. La posada en escena del concert de Passion va ser televisada com a part de Live from Lincoln Center .
Des de 2001, LuPone ha estat una intèrpret habitual al Ravinia Festival de Chicago. Va protagonitzar una sèrie de sis anys de presentacions de concerts de musicals de Stephen Sondheim, que van començar en honor del seu setanta-vuitè aniversari. Entre els seves interpretacions s'incoluen Mrs. Lovett a Sweeney Todd, Fosca a Passion, Cora Hoover Hooper a Anyone Can Whistle, Rose a Gypsy i dos papers diferents a Sunday in the Park with George.
Va tornar a Broadway a l'octubre de 2005 per protagonitzar Mrs. Lovett a la nova producció de John Doyle a Broadway de Sweeney Todd. En aquesta interpretació radicalment diferent del musical, els deu actors de l'escenari també servien com a orquestra de l'espectacle, i LuPone va tocava la tuba i les campanes, així com interpretar la partitura vocalment. Per la seva actuació, va rebre una nominació al Tony així com un Premi Golden Icon a la millor actuació femenina de teatre musical. L'agost del 2006, LuPone va marxar tres setmanes de Sweeney per fer de Rose a la producció de Lonny Price de Gypsy a Ravinia. Sweeney Todd va tancar el setembre del 2006.
El 10 de febrer de 2007, LuPone va protagonitzar amb Audra McDonald a la producció de Los Angeles Opera de l 'òpera Kurt Weill Rise and Fall of the City of Mahagonny dirigida per John Doyle. L'enregistrament de la producció va guanyar dos premis Grammy al millor enregistrament d'òpera i al millor àlbum clàssic al febrer de 2009.
Després de la producció del festival Ravinia de Gypsy, LuPone i l'autor Arthur Laurents van remeiar una bretxa d'una dècada i va ser contractada al producció del show del City Center Encores! Summer Stars Laurents va dirigir LuPone a Gypsy per a 22 actuacions (el 9 de juliol de 2007 al 29 de juliol de 2007) al City Center. Aquesta producció de Gypsy es va traslladar a Broadway, estrenada el 27 de març de 2008 al St. James Theatre. LuPone va guanyar el premi Outer Critics Circle, el Premi Drama League, el Premi Drama Desk i el Premi Tony per la seva actuació a Gypsy. Va tancar l'11 de gener de 2009.
L'agost de 2010, LuPone va aparèixer en un revival de tres dies d'Annie Get Your Gun, d'Irving Berlin, on va interpretar el paper principal oposada Patrick Cassidy al Festival de Ravinia, dirigida per Lonny Price.
El 2010, LuPone va crear el paper de "Lucía" en la producció original de Broadway de Women on the Verge of a Nervous Breakdown, que es va estrenar al Belasco Theater el 4 de novembre de 2010 i va tancar el 2 de gener de 2011 després de 23 prèvies i 69 actuacions regulars. LuPone va ser nominada als premis Tony, Drama Desk i Outer Critics Circle per la seva actuació.
El 2011, LuPone va interpretar el paper de "Joanne" en una producció de quatre nits de concert de participació limitada del musical de Stephen Sondheim Company de la New York Philharmonic, dirigida per Paul Gemignani. La producció era protagonitzada per Neil Patrick Harris com "Bobby". Harris havia treballat anteriorment amb LuPone en les produccions en concert de 2000 i 2001 de Sweeney Todd. El repartiment de Company va interpretar la cançó "Side by Side by Side" en la 65a edició dels Premis Tony el 12 de juny de 2011.
LuPone va debutar al New York City Ballet el maig de 2011 en una producció de The Seven Deadly Sins dirigida i coreografiada per Lynne Taylor-Corbett. Una peça que anteriorment havia interpretat, LuPone va cantar el paper d'Anna en la partitura de Kurt Weill i Bertolt Brecht.

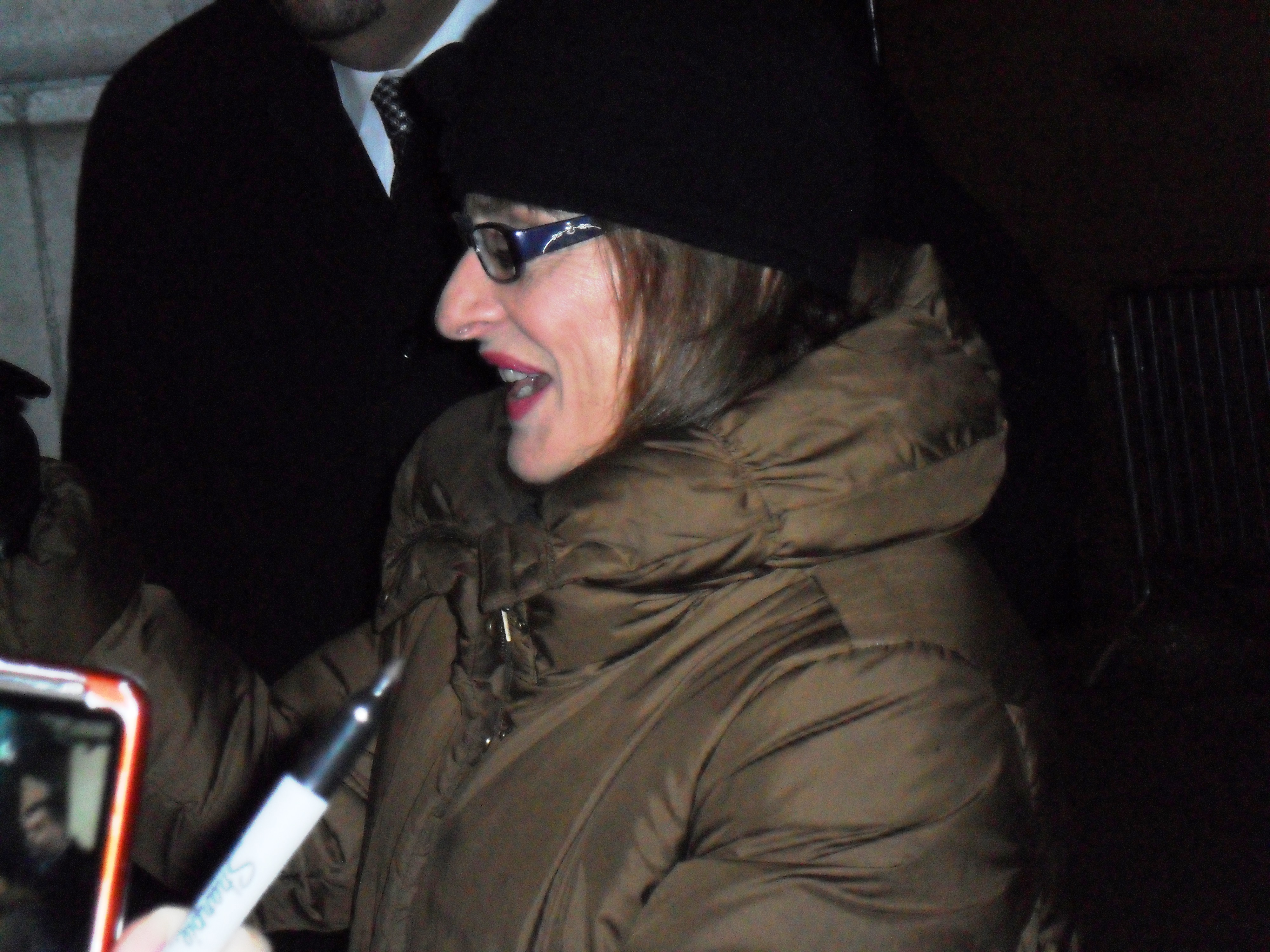
Patti LuPone el 13 de gener de 2012, a l'exterior del teatre Ethel Barrymore.

LuPone va concloure un compromís de Broadway de 63 actuacions del seu concert amb Mandy Patinkin, coprotagonista d'Evita, titulada An Evening with Patti LuPone and Mandy Patinkin. Va estrenar-se el 21 de novembre de 2011 a l'Ethel Barrymore Theater i va finalitzar el 13 de gener de 2012.
A la tardor de 2012, LuPone va aparèixer amb Debra Winger en l'estrena de l'obra de David Mamet, The Anarchist. Malgrat que l'obra no tingués ressenyes estel·lars de la crítica, LuPone va rebre elogis generalitzats pel seu paper com "Cathy".
A principis de 2015, va tornar a Los Angeles Opera per dur a terme el paper de "Samira" en una nova producció de The Ghosts of Versailles, de John Corigliano, rebent crítiques positives. A l'abril de 2016, Pentatone (PTC 5186538, un àlbum de 2-SACD) va publicar un enregistrament d'àudio de la producció. Va guanyar el Premi Grammy 2017 per Millor Enginyeria de Gravació, Clàssica i per Millor gravació d'Ópera.
El juny de 2015, LuPone va aparèixer a l'obra de Douglas Carter Beane Shows for Days al Lincoln Center Theater. A l'octubre de 2015, LuPone, juntament amb l'actual "Fantine" al West End, es van unir als seus companys per celebrar el 30è aniversari de Les Misérables.
En 2017, LuPone va crear el paper d'Helena Rubinstein al musical War Paint a Broadway, després de realitzar el paper en l'estiu de 2016 a l'estrena mundial del musical al Goodman Theater de Chicago. Actuant al costat de Christine Ebersole com a competidor de Rubinstein, Elizabeth Arden,LuPone es va quedar amb el paper de War Paint durant tota la seva carrera al Nederlander Theatre, del 7 de març al 5 de novembre de 2017.
Al setembre de 2017, es va anunciar que LuPone actuaria com "Joanne" en la reestrena de Company de Londres de 2018 al costat de Rosalie Craig com "Bobbie" en una producció on s'intercanviava el gènere dirigida per Marianne Elliot.

## Concerts en solitari i gires
LuPone actua regularment en els seus espectacles en solitari, Matters of the Heart; Coulda, Woulda, Shoulda; i The Lady With the Torch que es va esgotar al Carnegie Hall. Per exemple, va interpretar el seu espectacle d'una dona en solitari The Gypsy In My Soul al Festival Caramoor Fall, Nova York, al setembre de 2010.
També aparegué en concerts a Amèrica del Nord en concerts amb Mandy Patinkin, en llocs com el Centre Mayo per a les Arts Escèniques al setembre del 2010.
Va aparèixer com a acte inaugural en un nou espai de cabaret, 54 Below, a la ciutat de Nova York al juny de 2012. Segons el crític del New York Times, "Actualment, la Sra. LuPone genera més emoció en brut que qualsevol altre intèrpret a Broadway i al cabaret, amb la possible excepció de Liza Minnelli…. I el seu brillant espectacle, concebut i dirigit pel seu col·laborador des de fa molt de temps, Scott Wittman, mereix moltes vides, potser fins i tot un rodatge de Broadway en una edició ampliada. en el llinatge de chanteuses internacionals com Lotte Lenya, Marlene Dietrich i Edith Piaf, que, com la Sra. LuPone, va conquistar el món de l'espectacle amb personalitats contundents i enormes mentre jugaven per les seves pròpies regles musicals".
També va aparèixer a l'acte inaugural al Sharon L. Morse Entertainment Centre, a The Villages, Florida, el 30 d'abril de 2015, amb les entrades esgotades d'un públic de residents majoritàriament de 55 anys.

## Treballs de cinema i televisió
Entre els crèdits cinematogràfics de LuPone, Fighting Back, Witness, Just Looking, The Victim, Summer of Sam, Driving Miss Daisy, King of the Gypsies, 1941, Wise Guys, The 24 Hour Woman, Union Square, Family Prayers, i City by the Sea. També ha treballat amb el dramaturg David Mamet a The Water Engine, State and Main, aclamada per la crítica, i Heist. El 2011, la pel·lícula Union Square, co-escrita i dirigida per Nancy Savoca, va ser estrenada al Festival Internacional de Cinema de Toronto. LuPone la va protagonitzar amb Mira Sorvino, Tammy Blanchard, Mike Doyle, Michael Rispoli i Daphne Rubin-Vega.
Va interpretar a Lady Bird Johnson a la pel·lícula de televisió, LBJ: The Early Years (1987). LuPone va interpretar a Libby Thatcher en el drama televisiu Life Goes On, que es va emetre a l'ABC del 1989 al 1993. Als anys noranta va tenir un paper recurrent com a advocada defensora "Ruth Miller" a Law & Order. Ha estat nominada dues vegades per un premi Emmy: per a la pel·lícula de televisió The Song Spinner (1995, nominada al Premi Emmy Daytime), i per a Actriu convidada excepcional en una sèrie de comèdia a Frasier el 1998. Va tenir un cameig aquell mateix any en un episodi de Saturday Night Live, presentat per Kelsey Grammer.
El treball de LuPone a la televisió també inclou un paper recurrent en la temporada final de la sèrie d'HBO com a cosina de Tom Fontana a Oz (2003). Va aparèixer com ella mateixa en un episodi de Will & Grace. També va aparèixer en la sèrie Ugly Betty al març de 2007 com a mare de Marc St. James (interpretada per Michael Urie). LuPone va tenir un paper recurrent com a mare de Frank Rossitano a 30 Rock. LuPone va aparèixer com ella mateixa en la temporada final de la sèrie de televisió Glee.
LuPone va participar com a convidada a Army Wives el 8 de juliol de 2012. Es va reunir amb Kellie Martin com la seva mare. LuPone va aparèixer a la pel·lícula de 2013 Parker, un thriller d'acció.
El 2013, LuPone va ser llançat en la tercera temporada de la sèrie FX American Horror Story com Joan Ramsey, una mare religiosa amb un passat ocult, i va aparèixer com ella mateixa a la tercera temporada de Girls. Al 2015, va aparèixer en diversos episodis de la sèrie de terror de Showtime Penny Dreadful com una bruixa blanca i poderosa. Va tornar al programa el 2016 en el paper de Dr. Seward, una alienista que ajudava el personatge d'Eva Green. Seward és una adaptació de John Seward del Dràcul·la de Bram Stoker, i diu que és descendent de Joan Clayton, el personatge que LuPone interpretà a la segona temporada. També el 2016, va començar a aparèixer a Steven Universe com a veu de Yellow Diamond.

## Posició sobre distraccions dels membres del públic
LuPone s'oposa a la gravació, les fotografies i altres distraccions electròniques en un teatre en directe. «On és l'elegància?» va preguntar en una entrada del bloc a la seva pàgina oficial. «Vull dir, m'alegro que apareguin perquè Déu sap que és una forma d'art moribund i suposo que m'alegro que estiguin còmodes, dormint, menjant i bevent, coses que han de fer a casa i en un restaurant. Però simplement no es fa al teatre o no s'hauria de fer». LuPone ha estat objecte de certa controvèrsia a causa de la contundència de les seves declaracions sobre aquest tema.
Un incident relacionat va ocórrer en l'última actuació de Gypsy el 10 de gener de 2009. LuPone, irritada per una fotografia amb flaix, es va aturar enmig de "Rose's Turn" i va exigir en veu alta que la persona fos treta del teatre. Després de ser retirat, LuPone va reiniciar el seu número. El públic va aplaudir la seva postura. L'esdeveniment va ser gravat per un altre membre del públic, que ho va publicar a YouTube. Més tard va afirmar que aquestes distraccions condueixen «a la gent del públic es confon. No poden concentrar-se en l'escenari si, en la seva visió perifèrica, veuen missatges de text, estan veient càmeres, estan escoltant trucades telefòniques. Com podem fer la nostra feina si el públic es distreu?», i també va dir que «l'interessant és que no sóc el primer que ho ha fet».
El 8 de juliol de 2015, durant el segon acte de Shows for Days al Lincoln Center Theater, LuPone va agafar el mòbil d'un membre de l'audiència mentre sortia de l'escenari mentre el membre del públic havia estat utilitzant el seu telèfon durant l'obra. Li va ser retornat després de l'espectacle. LuPone va declarar:
| « | Treballem dur a l'escenari per crear un món que està sent totalment destruït per uns pocs membres rudimentaris, absurds i inconscients que són controlats pels seus telèfons. No els poden fer fora. Quan un telèfon s'apaga o quan es pot veure una pantalla LED a la foscor, arruïna l'experiència per a tothom: la majoria del públic en aquesta actuació i els actors a l'escenari. Estic tan derrotada per aquesta qüestió que dubto seriosament de si ja vull treballar a l'escenari. Ara estic posant el material de combat sobre la meva disfressa per encarregar-me de la representació. | » |

## Memòries
LuPone va escriure unes memòries on va explicar la seva vida i la seva carrera des de la infància fins a l'actualitat, que es va llançar al setembre de 2010. Va ser titulada "Patti LuPone: A Memoir", que va ser, segons LuPone, el guanyador del concurs que va celebrar per nomenar el llibre.

## Vida personal
LuPone està casada amb Matthew Johnston. La cerimònia de casament de la parella va ser a l'escenari del Vivian Beaumont Theater del Lincoln Center el 12 de desembre de 1988, després de filmar la pel·lícula de televisió LBJ; Johnston era un càmera. Tenen un fill, Joshua Luke Johnston (21 de novembre de 1990). La família resideix a Edisto Beach, South Carolina i Kent, Connecticut.

## Crèdits professionals

### Teatre
| Any  | Espectacle                                                   | Paper                       | Notes |
| ---- | ------------------------------------------------------------ | --------------------------- | --- |
| 1972 | The School for Scandal                                       | Lady Teazle                 | Debut professional al teatre |
| 1972 | Women Beware Women                                           | Bianca                      | |
| 1972 | The Hostage                                                  | Colette/ Kathleen           | |
| 1972 | The Lower Depths                                             | Natasha                     | |
| 1972 | Next Time I'll Sing To You                                   | Lizzie                      | |
| 1973 | Three Sisters                                                | Irina                       | |
| 1973 | The Beggar's Opera                                           | Lucy Lockit                 | |
| 1973 | Measure For Measure                                          | Boy                         | |
| 1973 | Scapin                                                       | Hyancinthe                  | |
| 1974 | Next Time I'll Sing To You                                   | Lizzie                      | |
| 1975 | The Robber Bridegroom                                        | Rosamund                    | Nominada—Premi Tony a la millor actriu de repartiment de musical Nominada—Premi Drama Desk a l'Actriu Més Destacada en un Mudical                                   |
| 1975 | Edward II                                                    | Prince Edward               | |
| 1975 | The Time Of Your Life                                        | Kitty Duval                 | |
| 1975 | Three Sisters                                                | Irina                       | |
| 1978 | The Water Engine                                             | Rita                        | Substitució |
| 1978 | Working                                                      | Nora Watson, Roberta Victor | |
| 1978 | Catchpenny Twist                                             |                             | Gira regional per Estats Units |
| 1979 | Evita                                                        | Eva Perón                   | Premi Tony a la millor actriu protagonista de musical Premi Drama Desk a l'Actriu Més Destacada en un Musical                                                       |
| 1982 | The Woods                                                    |                             | |
| 1982 | Edmond                                                       | Edmond's Wife               | Substitució |
| 1983 | America Kicks Up Its Heels                                   | Cleo                        | |
| 1983 | The Cradle Will Rock                                         | Moll/Sister Mister          | |
| 1984 | Oliver!                                                      | Nancy                       | |
| 1984 | Accidental Death of an Anarchist                             | The Reporter                | |
| 1985 | The Cradle Will Rock                                         | Moll                        | Premi Laurence Olivier a la Millor Actriu de Musical |
| 1985 | Les Misérables                                               | Fantine                     | Premi Laurence Olivier a la Millor Actriu de Musical Producció original de Londres                                                                                  |
| 1987 | Anything Goes                                                | Reno Sweeney                | Nominada—Premi Tony a la millor actriu protagonista de musical Premi Drama Desk a l'Actriu més Destacada en un Musical                                              |
| 1993 | Company                                                      | Presentadora                | Concert en escena del show |
| 1993 | Sunset Boulevard                                             | Norma Desmond               | Producció original de Londres Nominada—Premi Laurence Olivier a la Millor Actriu de Musical                                                                         |
| 1995 | Patti LuPone on Broadway                                     | Ella mateixa                | Concert en solitari |
| 1995 | Pal Joey                                                     | Vera Simpson                | Encores! Concert |
| 1995 | Master Class                                                 | Maria Callas                | Substitució |
| 1997 | The Old Neighborhood                                         | Jolly                       | |
| 2000 | Matters of the Heart                                         | Ella mateixa                | Solo Concert |
| 2000 | Sweeney Todd: The Demon Barber of Fleet Street\|Sweeney Todd | Mrs. Lovett                 | New York Concert |
| 2001 | Noises Off                                                   | Dotty Ottley                | |
| 2002 | Runt of the Litter                                           | VO: Himne nacional          | |
| 2002 | Anything Goes                                                | Reno Sweeney                | Reunion Concert |
| 2003 | Passion                                                      | Fosca                       | Regional Concert |
| 2004 | Can-Can                                                      | La Mome Pistache            | Encores! Concert |
| 2004 | Candide                                                      | Old Lady                    | New York Concert |
| 2004 | Sunday in the Park with George                               | Yvonne                      | Regional Concert |
| 2005 | Regina                                                       | Regina Giddens              | Kennedy Center Concert |
| 2005 | Children And Art                                             |                             | Stephen Sondheim Tribute Benefit |
| 2005 | Anyone Can Whistle                                           | Cora Hoover Hooper          | Regional Concert |
| 2005 | Sweeney Todd                                                 | Mrs. Lovett                 | Nominada—Premi Tony a la millor actriu protagonista de musical Nominada—Premi Drama Desk a l'actriu més destacada en un musical                                     |
| 2007 | Rise and Fall of the City of Mahagonny                       | Begbick                     | Reposició de Los Angeles Opera Guanyadora, Premi Grammy: Millor enregistrament d'òpera Guanyadora, Premi Grammy: Millor album classic                               |
| 2008 | Gypsy                                                        | Rose                        | Premi Tony a la millor actriu protagonista de musical Premi Drama Desk a l'actriu més destacada en un musical                                                       |
| 2010 | Women on the Verge of a Nervous Breakdown                    | Lucia                       | Nominada—Premi Tony a la millor actriu de repartiment de musical Nominada—Premi Drama Desk a l'actriu de repartiment més destacada en un musical                    |
| 2011 | An Evening with Patti LuPone and Mandy Patinkin              | Ella mateixa                | |
| 2012 | The Anarchist                                                | Cathy                       | |
| 2015 | The Ghosts of Versailles                                     | Samira                      | Reposició de Los Angeles Opera Guanyadora, Premi Grammy: Millor mescla, clàssica Guanyadora, Premi Grammy: Millor album classic                                     |
| 2015 | Shows For Days                                               | Irene                       | |
| 2017 | War Paint                                                    | Helena Rubinstein           | Nominada—Premi Tony a la millor actriu protagonista de musical Nominada—Premi Drama Desk a l'actriu de repartiment més destacada en un musical                      |
| 2018 | Company                                                      | Joanne                      | Revival del West End Revival Premi WhatsOnStage a millor actriu de repartiment en un musical Premi Laurence Olivier a la Millor Actriu de Repartiment en un Musical |

### Cinema
| Any  | Títol              | Paper           | Notes |
| ---- | ------------------ | --------------- | --- |
| 1978 | Estirp indomable   | Desconegut      | Sense sortir als crèdits |
| 1979 | 1941               | Lydia Hedberg   | |
| 1982 | Fighting Back      | Lisa D'Angelo   | |
| 1985 | L'únic testimoni   | Elaine          | |
| 1986 | Wise Guys          | Wanda Valentini | |
| 1989 | Driving Miss Daisy | Florine Werthan | |
| 1993 | Family Prayers     | Aunt Nan        | |
| 1999 | The 24 Hour Woman  | Joan Marshall   | |
| 1999 | Summer of Sam      | Helen           | |
| 2000 | State and Main     | Sherry Bailey   | Florida Film Critics Circle Award for Best Cast National Board of Review Award for Best Cast Online Film Critics Society Award for Best Cast |
| 2001 | L'últim cop        | Betty Croft     | |
| 2002 | City by the Sea    | Maggie          | |
| 2011 | Company            | Joanne          | |
| 2013 | Parker             | Ascension       | |
| 2016 | The Comedian       | Flo Berkowitz   | |
| 2019 | Cliffs of Freedom  | Yia-Yia         | |
| 2019 | Last Christmas     |                 | Post-producció |

### Televisió
| Any          | Títol                                                          | paper                      | Notes |
| ------------ | -------------------------------------------------------------- | -------------------------- | --- |
| 1976         | The Time of Your Life                                          | Kitty Duval                | Pel·lícula per a la televisió                                                                                   |
| 1987         | Cowboy Joe                                                     | Linda Tidmunk              | Pel·lícula per a la televisió                                                                                   |
| 1987         | LBJ: The Early Years                                           | Lady Bird Johnson          | Pel·lícula per a la televisió                                                                                   |
| 1989–93      | Life Goes On                                                   | Elizabeth "Libby" Thatcher | 83 episodis Nominada—Viewers for Quality Television Award for Best Actress in a Quality Drama Series (1990–91)  |
| 1992         | The Water Engine                                               | Rita Lang                  | Pel·lícula per a la televisió                                                                                   |
| 1993         | Frasier                                                        | Pam (veu)                  | Episodi: "Dinner at Eight"                                                                                      |
| 1995         | The Song Spinner                                               | Zantalalia                 | Pel·lícula per a la televisió Nominada—Daytime Emmy Award for Outstanding Performer in a Children's Special     |
| 1996         | Remember WENN                                                  | Grace Cavendish            | Episodi: "There But for the Grace"                                                                              |
| 1996–97      | Law & Order                                                    | Ruth Miller                | 2 episodis |
| 1998         | Frasier                                                        | Aunt Zora Crane            | Episodi: "Beware of Greeks" Nominada—Primetime Emmy Award for Outstanding Guest Actress in a Comedy Series      |
| 1999         | Encore! Encore!                                                | Wine critic                | Episodi: "A Review to Remember"                                                                                 |
| 2001         | Touched by an Angel                                            | Alice Dupree               | Episodi: "Thief of Hearts"                                                                                      |
| 2002         | Monday Night Mayhem                                            | Emmy Cosell                | Pel·lícula per a la televisió                                                                                   |
| 2003         | In-Laws                                                        | Rochelle Landis            | Episodi: "Mother's Nature"                                                                                      |
| 2003         | Oz                                                             | Stella Coffa               | 7 episodis |
| 2005         | Live from Lincoln Center                                       | Fosca                      | Episodi: "Passion"                                                                                              |
| 2005         | Will & Grace                                                   | Ella mateixa               | Episodi: "Bully Woolley"                                                                                        |
| 2007         | Ugly Betty                                                     | Mrs. Weiner                | Episodi: "Don't Ask, Don't Tell"                                                                                |
| 2009–12      | 30 Rock                                                        | Sylvia Rossitano           | 3 episodis |
| 2011         | Glee                                                           | Ella mateixa               | Episodi: "New York"                                                                                             |
| 2012         | Army Wives                                                     | Ms. Galassini              | Episodi: "Battle Scars"                                                                                         |
| 2013–14      | American Horror Story: Coven                                   | Joan Ramsey                | 4 episodis |
| 2014         | Girls                                                          | Ella mateixa               | 2 episodis |
| 2015         | Law & Order: Special Victims Unit                              | Lydia Lebasi               | Episodi: "Agent Provocateur"                                                                                    |
| 2015         | Penny Dreadful                                                 | Joan Clayton               | Episodi: "The Nightcomers" Nominada—Critics' Choice Television Award for Best Guest Performer in a Drama Series |
| 2015         | Dinner with Family with Brett Gelman and Brett Gelman's Family | Ella mateixa               | Especial de televisió                                                                                           |
| 2016–present | Steven Universe                                                | Yellow Diamond (veu)       | 12 episodis |
| 2016         | Penny Dreadful                                                 | Dr. Seward                 | 8 episodis |
| 2017         | Crazy Ex-Girlfriend                                            | Rabbi Shari                | Episodi: "Will Scarsdale Like Josh's Shayna Punim?"                                                             |
| 2017         | BoJack Horseman                                                | Mimi Stilton (veu)         | Episodi: "The Judge"                                                                                            |
| 2017–present | Vampirina                                                      | Nanpire (veu)              | 2 episodis |
| 2018         | Premis Grammy de 2018                                          | Premis Grammy de 2018      | Premis Grammy de 2018                                                                                           |
| 2018         | Mom                                                            | Rita                       | Episodi: "Taco Bowl and a Tubby Seamstress"                                                                     |
| 2019         | The Simpsons                                                   | Cheryl Monroe (veu)        | Episodi: "The Girl on the Bus"                                                                                  |
| 2019         | Pose                                                           | TBA                        | Convidada; temporada 2                                                                                          |
| 2019         | Steven Universe: The Movie                                     | Yellow Diamond (veu)       | Pel·lícula per a la televisió                                                                                   |
| 2020         | Steven Universe Future                                         | Yellow Diamond (veu)       | 2 episodis |
| 2020         | Hollywood                                                      | Avus Amberg                | 7 episodis |
| 2020         | Penny Dreadful: City of Angels                                 | Vocalista                  | Episodi: "Hide and Seek"                                                                                        |
| 2021         | Central Park                                                   | Roberta McCullogh (veu)    | Episodi: "Down to the Underwire"                                                                                |
| 2021         | The Great North                                                | Momma Marita (veu)         | Episodi: "Tasteful Noods Adventure"                                                                             |
| 2021         | F is for Family                                                | Nora Murphy (veu)          | 3 episodis |
| 2022         | American Horror Story: NYC                                     | Kathy Pizzaz               | 5 episodis |
| 2024         | Agatha All Along                                               | Lilia Calderu              | 7 episodis |
| 2024         | Marvel Studios: Assembles                                      | Ella mateixa               | Episodi: "The Making of Agatha All Along"                                                                       |

## Premis i nominacions
| Any  | Associació                       | Categoria                                             | Treball nominat                                                                           | Resultat   |
| ---- | -------------------------------- | ----------------------------------------------------- | ----------------------------------------------------------------------------------------- | ---------- |
| 1976 | Premi Tony                       | Millor actriu de repartiment de musical               | The Robber Bridegroom                                                                     | nominada   |
| 1976 | Premi Drama Desk                 | Actriu més destacada en un musical                    | The Robber Bridegroom                                                                     | nominada   |
| 1980 | Premi Tony                       | Millor actriu protagonista de musical                 | Evita                                                                                     | GUANYADORA |
| 1980 | Premi Drama Desk                 | Actriu més destacada en un musical                    | Evita                                                                                     | GUANYADORA |
| 1985 | Premis Laurence Olivier          | Millor Actriu de Musical                              | Les Misérables / The Cradle Will Rock                                                     | GUANYADORA |
| 1988 | Premi Tony                       | Millor actriu protagonista de musical                 | Anything Goes                                                                             | nominada   |
| 1988 | Premi Drama Desk                 | Actriu més destacada en un musical                    | Anything Goes                                                                             | GUANYADORA |
| 1993 | Premis Laurence Olivier          | Millor Actriu de Musical                              | Sunset Boulevard                                                                          | nominada   |
| 1995 | Premi Outer Critics Circle       | Millor actuació en solitari                           | Patti LuPone on Broadway                                                                  | GUANYADORA |
| 1996 | Premis Daytime Emmy              | Actuació més destacada en un programa infantile       | Song Spinner                                                                              | nominada   |
| 1998 | Premis Primetime Emmy            | Actriu convidada més destacada en una comèdia         | Frasier                                                                                   | nominada   |
| 2006 | Premi Tony                       | Millor actriu protagonista de musical                 | Sweeney Todd: The Demon Barber of Fleet Street                                            | nominada   |
| 2006 | Premi Drama Desk                 | Actriu més destacada en un musical                    | Sweeney Todd: The Demon Barber of Fleet Street                                            | nominada   |
| 2006 | Premis Outer Critics Circle      | Actriu més destacada en un musical                    | Sweeney Todd: The Demon Barber of Fleet Street                                            | nominada   |
| 2008 | Premi Tony                       | Millor actriu protagonista de musical                 | Gypsy                                                                                     | GUANYADORA |
| 2008 | Premi Drama Desk                 | Actriu més destacada en un musical                    | Gypsy                                                                                     | GUANYADORA |
| 2008 | Premis Outer Critics Circle      | Actriu més destacada en un musical                    | Gypsy                                                                                     | GUANYADORA |
| 2008 | Premi Drama League               | Actuació més distingida                               | Gypsy                                                                                     | GUANYADORA |
| 2008 | Premi Grammy                     | Millor album classic                                  | Los Angeles Opera production of Kurt Weill's opera Rise and Fall of the City of Mahagonny | GUANYADORA |
| 2008 | Premi Grammy                     | Millor enregistrament d'òpera                         | Los Angeles Opera production of Kurt Weill's opera Rise and Fall of the City of Mahagonny | GUANYADORA |
| 2011 | Premi Tony                       | Millor actriu de repartiment de musical               | Women on the Verge of a Nervous Breakdown                                                 | nominada   |
| 2011 | Premi Drama Desk                 | Actriu de repartiment més destacada en un musical     | Women on the Verge of a Nervous Breakdown                                                 | nominada   |
| 2011 | Premis Outer Critics Circle      | Actriu de repartiment més destacada en un musical     | Women on the Verge of a Nervous Breakdown                                                 | nominada   |
| 2011 | Premi United Solo Theatrel       | Premi                                                 | The Gypsy in My Soul                                                                      | GUANYADORA |
| 2016 | Premi Critics' Choice Television | Actriu convidada més destacada en un dramàtic         | Penny Dreadful                                                                            | nominada   |
| 2017 | Premi Tony                       | Millor actriu protagonista de musical                 | War Paint                                                                                 | nominada   |
| 2017 | Premi Drama Desk                 | Actriu més destacada en un musical                    | War Paint                                                                                 | nominada   |
| 2017 | Premi Outer Critics Circle       | Actriu més destacada en un musical                    | War Paint                                                                                 | nominada   |
| 2019 | Premis Laurence Olivier          | Millor Actriu en un Paper de Repartiment de Musical   | Company                                                                                   | GUANYADORA |
| 2019 | Premis WhatsOnStage              | Millor Actriu en un Paper de Repartiment de Musical   | Company                                                                                   | GUANYADORA |
| 2022 | Premi Tony                       | Millor actriu de repartiment de musical               | Company                                                                                   | GUANYADORA |
| 2022 | Premi Drama Desk                 | Actriu més destacada en un musical                    | Company                                                                                   | GUANYADORA |
| 2022 | Premi Outer Critics Circle       | Actriu més destacada en un musical                    | Company                                                                                   | GUANYADORA |
| 2025 | Premi Critics' Choice Television | Millor actriu de repartiment d'una serie de comèdia   | Agatha All Along                                                                          | nominada   |
|      | Premi Independent Spirit         | Millor actuació secundària en una nova sèrie amb guió | Agatha All Along                                                                          | nominada   |

## Enllaços eterns
- Patti LuPone - Lloc web oficial
- Patti LuPone on IOBDB
- Patti LuPone Interview
- InnerVIEWS with Ernie Manouse: Patti LuPone[Enllaç no actiu] (TV Interview)
- Patti LuPone – Downstage Center interview at American Theatre Wing.org
- University of the Arts Show Music Magazine Database Arxivat 2011-08-31 a Wayback Machine.
- Patti LuPone concert special on SethTV.com. Filmed July, 2012.